# Barbus paludinosus
Barbus paludinosus es una especie de peces de la familia de los Cyprinidae en el orden de los Cypriniformes.

## Morfología
Los machos pueden llegar alcanzar los 15 cm de longitud total.

## Hábitat
Es un pez de agua dulce.

## Distribución geográfica
Se encuentra desde Etiopía hasta Angola y KwaZulu-Natal (Sudáfrica), incluyendo África Central y  Oriental. 